# Exidy
Exidy是美国投币式电动机械游戏和电子游戏制造商，于1973年至1999年间营业，创始人是Pete Kauffman。公司作品有《死亡飛車》（1976年）等。